# Monacato copto

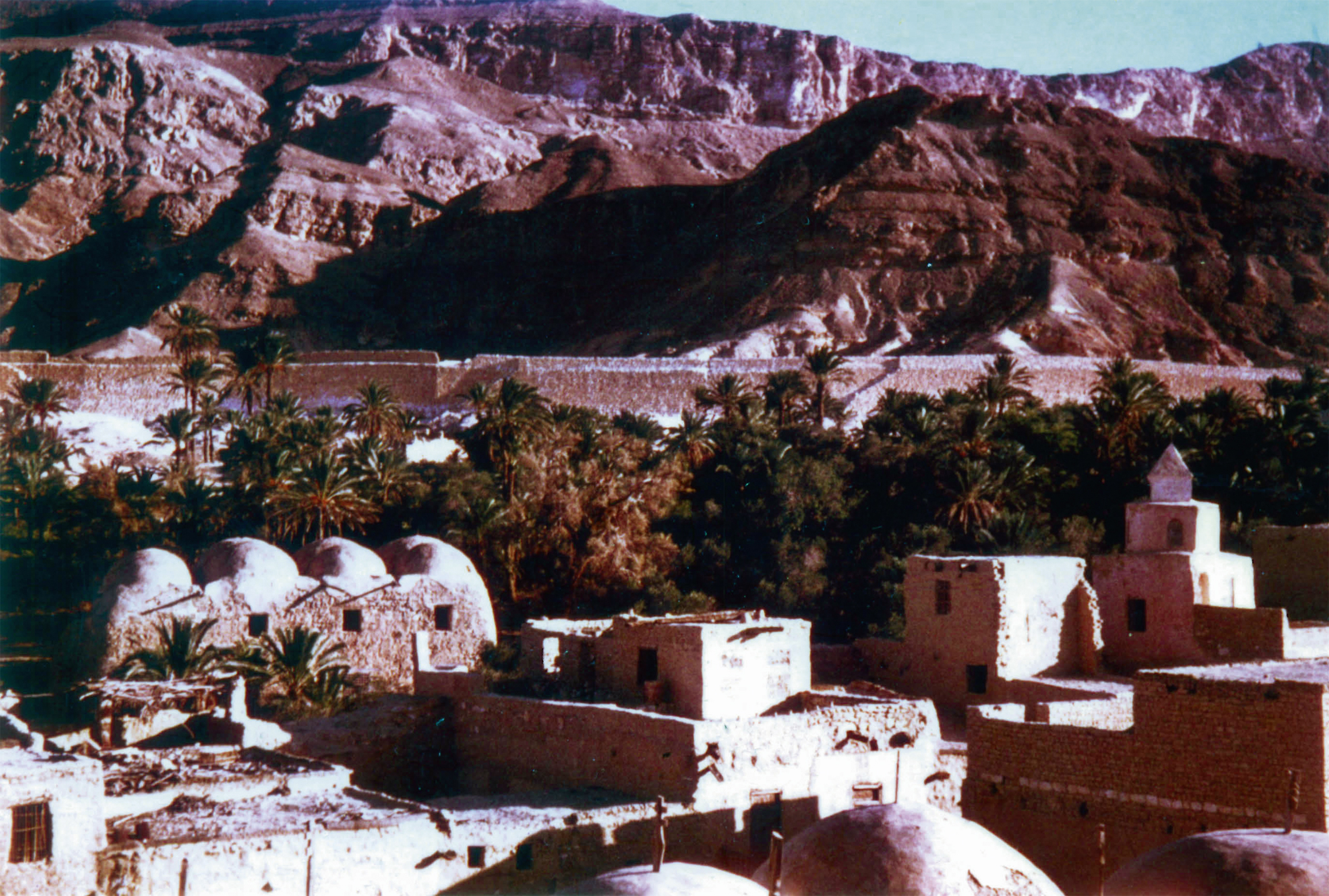
Egipto, monasterio de Antonius.

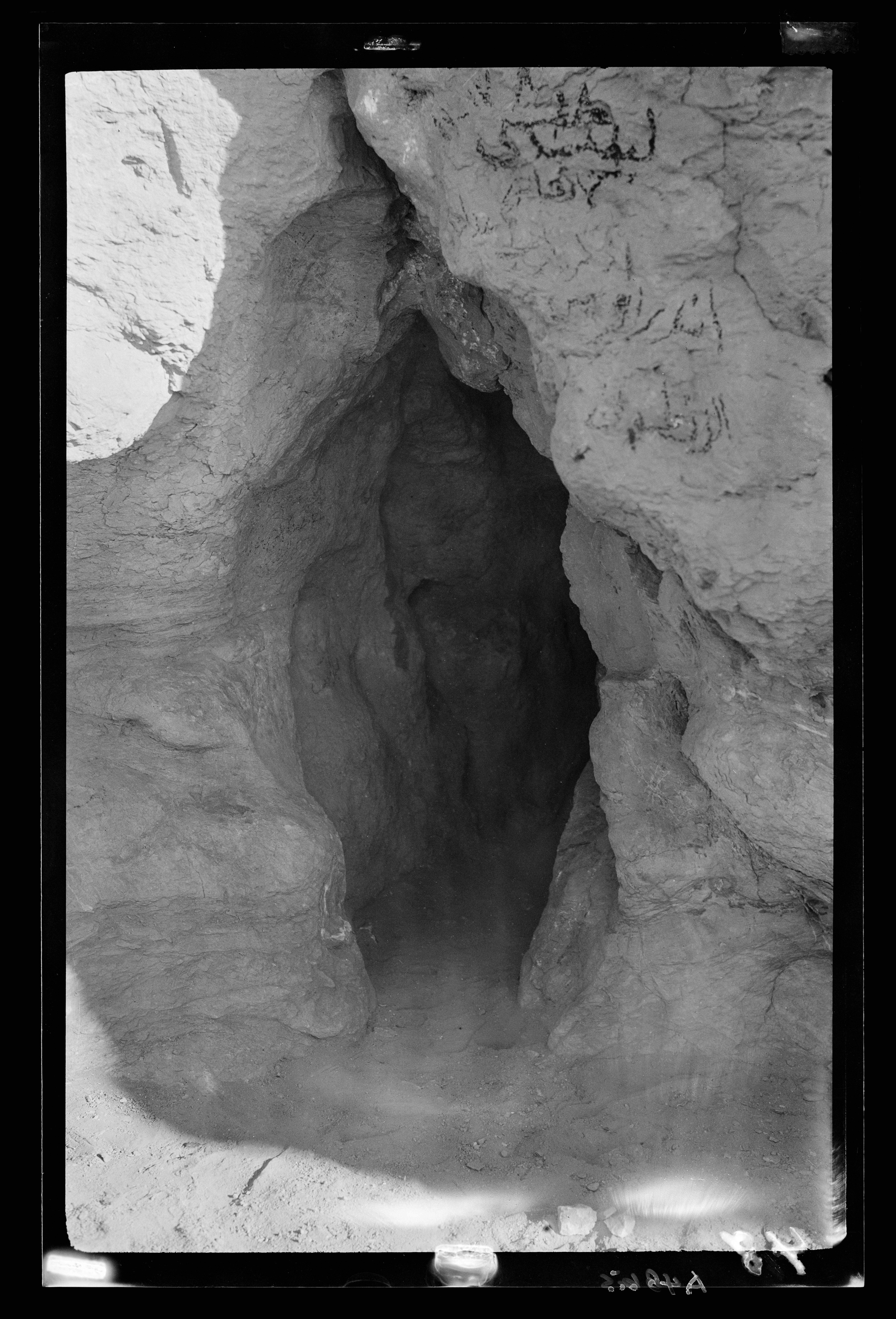
Egipto, cueva de Antonius

El monacato copto se dice que es la forma original de monacato debido a que Antonio Abad fue el primero en llamarse "monje" (en griego μοναχός: monachós, "sólo, único, solitario") es una persona que practica el ascetismo religioso, ya sea viviendo solo o con otros monjes.
Antonio también fue el primero en establecer un monasterio cristiano que ahora se conoce como Monasterio de San Antonio en la zona del Mar Rojo. El Monasterio de San Antonio (también conocido como Monasterio de Abba Antonio) es el monasterio más antiguo en el mundo.
Aunque la forma de vida de San Antonio se centraba en la solidaridad, Pacomio, un copto del Alto Egipto, estableció el monasticismo comunal en sus monasterios en el Alto Egipto que sentó la estructura monástica básica para muchos de los monasterios de hoy que pertenece a varias órdenes monásticas (incluso fuera de la ortodoxia copta).